# Rossov otok
Rossov otok (angleško Ross Island) je ognjeniški podantarktični otok v Rossovem morju, ki obliva Antarktiko. Leži ob obali Viktorijine dežele. Leta 1841 ga je odkril sir James Clark Ross, kasneje pa ga je v njegovo čast poimenoval Robert Falcon Scott. Ognjenika Mount Erebus (3794 m) in Mount Terror (3230 m), ki se nahajata na otoku, je Ross imenoval po svojih ladjah HMS Erebus (Dežela senc) in HMS Terror (Groza). 
Služil je kot izhodišče za številne zgodnjih odprav na Antarktiko, saj je najjužnejši otok, ki ga je moč doseči po morju. Koče, ki sta jih zgradila Robert Falcon Scott in Ernest Shackleton za svoje odprave, še vedno stojijo na otoku in so spomeniško varovane. 
Otok leži znotraj ozemlja Rossove odvisnosti (Ross Dependency), ki jo v posest zahteva Nova Zelandija, vendar te zahteve številne druge države ne priznavajo.
Danes na otoku stoji novozelandska raziskovalna postaja Scott in največja antarktična naselbina, postaja McMurdo ameriškega antarktičnega programa. Med letoma 1987 in 1992 je tu delovala postaja organizacije Greenpeace.

## Dinozavri
Decembra 2003 so paleontologi iz kalifornijskega kolidža St. Mary odkrili kosti dinozavra iz podredu Theropoda, ki so ga poimenovali Naze. Hitri mesojedec, ki je bil v sorodu z tiranozavrom in velociraptorjem, je meril okrog 1,8 m in tehtal okrog 135 kg. S tem se je bolj od velociraptorja z velikostjo kojota približal plenilcem, upodobljenim v filmu Jurski park. 